# Arxiu de TV3 i Catalunya Ràdio

Logotip TV3

Catalunya Ràdio

L'arxiu de TV3 i Catalunya Ràdio és la col·lecció de documents audiovisuals i sons produïts per les cadenes de televisió i ràdio públiques catalanes: Televisió de Catalunya (TV3) i Catalunya Ràdio. Conté una part important del patrimoni audiovisual de Catalunya i té com a objectiu assegurar la preservació i l'accés permanent als documents. L'arxiu digital de TV3 inclou prop de 200.000 hores de vídeo i l'arxiu sonor de Catalunya Ràdio permet cercar i escoltar més de 8.455 programes de ràdio.

## Evolució
TV3 conserva com a únic dipositari, una part important del patrimoni audiovisual de Catalunya. Ja en les primeres emissions, l'any 1983, es va establir una política de conservació i documentació dels seus fons, i aquesta política s'ha anat modificant segons els avenços tecnològics:
L'any 2003 es va implantar un sistema de producció i arxiu digital. A finals del 2006 es va iniciar el procés de digitalització de l'antic arxiu de cintes de vídeo. L'octubre del 2012, l'arxiu digital ja contenia prop de 200.000 hores de vídeo (que ocupen uns 4.000 terabytes) i un creixement anual d'unes 25.000 hores.
L'arxiu sonor de Catalunya Ràdio no es queda enrere, ja que es poden cercar més de 8.455 programes de ràdio a través de la seva pàgina web on es poden escoltar els monogràfics sobre persones i fets que han marcat la història.

## Finalitat
Cal tenir en compte, però, que TV3 no és un organisme de preservació, sinó un operador públic de televisió. Per tant, l'arxiu de TV3 és un arxiu lligat a la producció i emissió, però que, com a part d'un servei públic, compleix amb una doble finalitat: 
Com a fons patrimonial: preserva com a únic dipositari un fons d'interès cultural i patrimonial que no està preservat en cap altre arxiu. La història política, social i cultural del país des de l'any 1983 està reflectida en les produccions de TV3 preservades a l'arxiu.
Com a eina de producció: gestiona aquest fons, que constitueix un dels actius de la mateixa televisió, amb criteris d'eficiència, per facilitar-ne l'explotació en l'emissió i producció, i rendibilitzar-ne el màxim l'ús. En un arxiu de televisió, l'objectiu no és la conservació d'uns suports, sinó assegurar la preservació i l'accés permanent dels documents audiovisuals, les imatges i els sons que contenen.